# Chione cingenda
Chione cingenda är en musselart. Chione cingenda ingår i släktet Chione och familjen venusmusslor. Inga underarter finns listade i Catalogue of Life.